# Ед, Ед и Еди
Ед, Ед и Еди (Ed, Edd n Eddy) је анимирана серија аутора Денија Антонучија из продукције a.k.a. Cartoon за канал Картун Нетворк (Cartoon Network). Главни ликови цртаћа су тројица дечака, другова–Ед (Ed), Ед - Дабл Ди (Edd), и Еди (Eddy) (заједно познати као „Едови")–који глуваре по свом комшилуку у предграђу, Peach Creek Estates. Предвођени Едијем, Едови кују планове да зараде новац од комшијске деце, али њихови планови обично не успевају, што их често ставља у разне непријатне положаје. Ликови скоро никада не напуштају свој комшилук, а одраслих никад нема на видику.
Серија је први пут пуштена 1999. Првобитно је требало да буду само четири сезоне; Картун Нетворк је ипак наручио још две сезоне Ед, Ед и Еди-ја, што продужава серију на шест сезона. Постоје и три празнична специјала: Ноћ вештица, Божић и Дан заљубљених.
DVD по имену , који садржи шест епизода и неколико додатака је објављен 10. маја 2005.
На српски језик је синхронизована за DVD издања Hollydan works-а 2008. године. Синхронизацију је радио студио Мириус.

## Ликови
- Ед: Најмање интелигентан од Едова, Ед ради све тешке послове у Едијевим плановима и сплеткама. Стално гледа хорор филмове и чита стрипове, и живи у свом измаштаном свету. Упркос чињеници да је већи од ње, стално је под чизмом своје млађе сестре, Саре, која га тиранише, и уцењује претећи да ће га тужити мами.
- Ед (Дабл Ди): Изумитељ и клицофоб, мозак екипе и саркастичан. Никада није виђен без своје познате црне капе, и стога носи надимак Чарапоглави. Родитељи му остављају да ради разне послове–комуницирајући углавном путем лепљивих папирића за поруке. Дали су му средње име Мерион.
- Еди: Неспособни мали преварант и незванични вођа Едова, Еди смишља начине како да комшијској деци измами новац којим би купили бомбоне у локалној продавници слаткиша. Пошто је низак има комплекс ниже вредности. Његово средње име је Скипер.
- Сара: Едова злобна мала сестра која се понаша умиљато и шармантно када јој то одговара. Сара остварује Едову бескрајну послушност, махом претњама да ће га тужити. Ствари се обично заврше тако што Сара терорише Едове. У неколико епизода је назначено да се Сари свиђа Дабл Ди, можда јер јој он ненамерно даје цвет у епизоди .
- Џими: Жели да постане уметник, воли да се игра луткама са Саром. Уме да буде већи манипулант и преварант (и много успешнији) од Едија када је мотивисан. Неспретан је, плачљив и носи зубну протезу, коју је добио тако што је Еди сплео превару у којој је замаскирао чуњ за куглање као шкољку пуну слаткиша.
- Ролф: Је страно дете са чудним обичајима, ужива у послу на фарми, води извиђачку групу Урбани Ренџери, син је пастира. Његов верни љубимац је прасе по имену Вилфред. Од многих животиња на његовој фарми, издваја се и јарац, Виктор.
- Џони: Воли да скупља шкољке, има велику ћелаву главу. Његов нераздвојни друг је даска са нацртаним лицем, Пленк (енг. даска), са којом он прича као са живим бићем. Џони има херојску црту у себи што се најбоље види у епизоди .
- Пленк: Комад шперплоче са нацртаним очима и устима је Џонијев најбољи друг. Иако је непокретан, често учествује у радњи путем серија необичних случајности. Џони има посебну комуникацију са Пленком, коју само он чује, што често доводи друге до замишљаја да Џони није нормалан.
- Нез: Тренди и привлачна девојка која се највише дружи са Кевином. Већини дечака се свиђа, а када им приђе од треме губе моћ говора.
- Кевин: „Кул“ дечак, мрзи Едове (посебно Едија), назива их кретенима. Често вози бицикл или га поправља. У специјалу Ed, Edd 'n' Eddy's Big Picture Show, он доводи Нез до лудила зато што је више забринут за свој бицикл него за њу.
- Кенкерс сестре: Л (црвенокоса), Мари (плава коса), и Меј (плавуша): Живе у оближњем насељу са приколицама, свиђају им се Едови. Сви их се плаше јер су грубе и неотесане.

## Гласови позајмили
| Име лика     | Америчко-канадска постава (1999—2009)        |
| ------------ | -------------------------------------------- |
| Ед           | Мет Хил                                      |
| Ед (Дабл Ди) | Сем Винсент                                  |
| Еди          | Тони Сампсон                                 |
| Џими         | Кинан Кристенсон                             |
| Џони         | Дејвид Пол Гроув                             |
| Кевин        | Кетлин Бар                                   |
| Мери Кенкер  | Кетлин Бар                                   |
| Нез          | Табита Сент. Жермен Џен Форџи Ерин Фицџералд |
| Меј Кенкер   | Ерин Фицџералд Џен Форџи                     |
| Ролф         | Питер Келамис                                |
| Сара         | Џанз Жод                                     |

## Техника
Ед, Ед и Еди је анимиран у потпуности користећи традиционалну цел анимацију. Већина данашњих цртаћа је анимирана користећи дигитално мастило и боју. Коришћење офарбаних целова је трајало до краја четврте сезоне. Иако је шоу и даље нацртан руком, сви целови су офарбани дигитално, зато што ни један студио више не фарба целове. То је задњи цртани филм који је користио офарбане целове, тј. традиционалну анимацију.

## Списак епизода

### 1. сезона
1. "The Ed-Touchables" & "Nagged to Ed" (4. јануар 1999)
2. "Over Your Ed" & "Pop Goes the Ed" (11. јануар 1999)
3. "A Pinch to Grow an Ed" & "Sir Ed-a-Lot" (18. јануар 1999)
4. "Quick Shot Ed" & "Read All About Ed" (25. јануар 1999)
5. "An Ed Too Many" & "Ed n Seek" (1. фебруар 1999)
6. "Look into My Eds" & "Tag Yer Ed" (8. фебруар1999)
7. "Dawn of the Eds" & "Vert-Ed-Go" (15. фебруар 1999)
8. "Keeping up with the Eds" (22. фебруар1999)
9. "Fool on the Ed" & "A Boy and His Ed" (1. март 1999)
10. "Laugh Ed Laugh" & "It's Way Ed" (8. март 1999)
11. "Eds-Aggerate" & "Oath to an Ed" (15. март 1999)
12. "A Glass of Warm Ed" & "Flea-Bitten Ed" (22. март 1999)
13. "Button Yer Ed" & "Avast Ye Eds" (29. март 1999)

### 2. сезона
1. "Eeney, Meeney, Miney Ed" & "Ready, Set, Ed" (13. септембар 1999)
2. "Knock Knock, Who's Ed" & "One Plus One Equals Ed" (20. септембар 1999)
3. "Know It All Ed" & "Dear Ed" (27. септембар 1999)
4. "Hands Across Ed" & "Floss Your Ed" (4. октобар 1999)
5. "In Like Ed" & "Who Let the Ed In?" (11. октобар 1999)
6. "Rambling Ed" & "Home Cooked Eds" (18. октобар 1999)
7. "To Sir with Ed" & "Key to My Ed" (25. октобар 1999)
8. "Honor Thy Ed" & "Scrambled Ed" (1. новембар 1999)
9. "Urban Ed" & "Stop, Look, Ed" (8. новембар 1999)
10. "Rent-a-Ed" & "Shoo Ed" (15. новембар 1999)
11. "Ed in a Halfshell" & "Mirror Mirror on the Ed" (29. новембар 1999)
12. "Hot Buttered Ed" & "High Heeled Ed" (6. децембар 1999)
13. "Fa, La, La, La, Ed" & "Cry Ed" (20. децембар 1999)

### 3. сезона
1. "Wish You Were Ed" & "Momma's Little Ed" (8. јун 2001)
2. "Once Upon An Ed" & "For Your Ed Only" (15. јун 2001)
3. "It Came from Outer Ed" & "Three Squares and an Ed" (19. октобар 2001)
4. "Dueling Eds" & "Dim Lit Ed" (14. децембар 2001)
5. "Will Work for Ed" & "Ed, Ed and Away" (4. јануар 2002)
6. "X Marks the Ed" & "From Here to Ed" (25. јануар 2002)
7. "Boys Will Be Eds" & "Ed or Tails?" (15. фебруар 2002)
8. "Gimme Gimme Never Ed" & "My Fair Ed" (8. март 2002)
9. "Rock-a-Bye Ed" & "O-Ed-Eleven" (22. март 2002)
10. "The Luck of the Ed" & "Ed, Pass It On" (21. јун 2002)
11. "Brother, Can You Spare an Ed?" (28. јун 2002)
12. "If It Smells Like an Ed" (half-hour episode) (5. јул 2002)
13. "Don't Rain on My Ed" & "Once Bitten, Twice Ed" (12. јул 2002)

### 4. сезона
1. "An Ed in the Bush" & "See No Ed" (27. септембар 2002)
2. "Is There an Ed in the House?" & "An Ed Is Born" (1. новембар 2002)
3. "One Size Fits Ed" & "Pain in the Ed" (15. новемвар 2002)
4. "Ed Overboard" & "One of Those Eds" (24. август 2003)
5. "They Call Him Mr. Ed" & "For the Ed, by the Ed" (10. новембар 2003)
6. "Little Ed Blue" & "A Twist of Ed" (17. новембар 2003)
7. "Your Ed Here" & "The Good Ole Ed" (23. јануар 2004)
8. "Thick As an Ed" & "Sorry, Wrong Ed" (30. јануар 2004)
9. "Robbin' Ed" & "A Case of Ed" (6. фебруар 2004)
10. "Hand Me Down Ed" & "Run for Your Ed" (13. фебруар 2004)
11. "Stiff Upper Ed" & "Here's Mud in Your Ed" (20. фебруар 2004)
12. "Stuck in Ed" & "Postcards from the Ed" (27. фебруар 2004)
13. "Take This Ed and Shove It" (5. новембар 2004)

### 5. сезона
1. "Mission Ed-Possible" & "Every Which Way but Ed" (4. новембар 2005)
2. "Boom Boom Out Goes the Ed" (11. новембар 2005)
3. "Out with the Old, in with the Ed" (18. новембар 2005)
4. "I Am Curious Ed" & "No Speak Da Ed" (25. новембар 2005)
5. "Cool Hand Ed" & "Too Smart for His Own Ed" (31. март 2006)
6. "Who's Minding the Ed?" & "Pick an Ed" (28. јун 2006)
7. "Truth or Ed" & "This Won't Hurt An Ed" (3. јул 2006)
8. "Tinker Ed" & "The Good, the Bad, and the Ed" (14. август 2006)
9. "Tight End Ed" & "Tween a Rock & an Ed Place" (28. август 2006)
10. "All Eds Are Off" & "Smile for the Ed" (14. април 2007)
11. "Run Ed Run" & "A Town Called Ed" (20. април 2007)
12. "A Fistful of Ed" (Half-Hour) (28. април 2007)

### Празнични специјали
1. "Ed, Edd n Eddy's Jingle Jingle Jangle" (Божић) (3. децембар 2004)
2. "Ed, Edd n Eddy's Hanky Panky Hullabaloo" (Дан заљубљених) (11. фебруар 2005)
3. "Ed, Edd n Eddy's Boo Haw Haw" (Ноћ вештица) (28. октобар 2005)
4. "Ed, Edd n Eddy's The Eds are coming" (инвазија ванземаљаца) (11. мај 2007)